# El Chinchorro
El Chinchorro es la denominación que se le otorga al terreno de aproximadamente 13,5 ha ubicado en la calle Santiago Arata N° 383 dentro de la ciudad chilena de Arica, perteneciente al gobierno peruano. El Chinchorro fue dividido por una carretera, conformando “El Chinchorro” (120.550,18 m²) y el “Chinchorrito” (1.344,48 m²) y se encuentra totalmente cercado desde 1996.
El terreno fue adquirido por el Estado peruano en 1926 para alojar y dar refugio a los tacneños que optaron por permanecer luego de Guerra del Pacífico en 1879. El inmueble está inscrito en el registro desde el 28 de enero de 1935. El Gobierno peruano declaró de interés nacional y necesidad pública la ejecución y desarrollo de un complejo cultural.
Esta porción de tierra ha generado conflictos y roces entre los países vecinos desde hace décadas. En la actualidad, el terreno se encuentra en desuso aunque el gobierno peruano posee proyecciones de construir una sede consular, un museo y un centro cultural en dicho lugar.

## Epónima
Su nombre deriva de un grupo de pescadores con excepcionales ritos funerarios, la Cultura Chinchorro, que habitaron la costa del desierto de Atacama entre el 7020 a. C. y el 1500 donde establecieron su núcleo en la actual ciudad de Arica y en el valle de Camarones.

## Historia
El Chinchorro es un terreno comprado por Perú destinado en un principio a albergar a la población peruana residente de Arica, que se resistían a reubicarse de la ciudad de Tacna después de la Guerra del Pacífico y la firma del Tratado de Lima.
En el año 2005, la zona noroeste del territorio fue separada de la totalidad del terreno debido a la construcción de la actual carretera panamericana, la cual lo dividió en dos sectores: el más grande continuó llamándose Chinchorro (de 0,120.5 km), y el más pequeño recibió el nombre de Chinchorrito (de 0,1.34 km).
Por su parte, ambos gobiernos explican que la recuperación de los bienes peruanos como dicho lugar se encuentran pendientes de determinación por la Corte Internacional de Justicia, en el marco del litigio sobre frontera terrestre entre Perú y Chile.

### Rumores de expropiación
Desde la ciudad chilena de Arica han surgido algunas propuestas de expropiación de este terreno, hechas por el ministro de relaciones exteriores de Chile Heraldo Muñoz, y también por el diputado chileno Patricio Melero, quien dijo lo siguiente:

"Nosotros queremos darle un uso social, estamos hablando de más de 7 ha que permitirían un uso habilitacional, de salud o educación. Creo que ya nada justifica que sigamos teniendo terrenos que no le están sirviendo ni a Chile ni a Perú" (...)"Le vamos a pedir al Canciller Muñoz que agote todas las instancias y todas las formas para llegar a un acuerdo con Perú".

Esta propuesta ha encontrado cierta aceptación por parte de la población de Arica, el actual alcalde de la comuna, Salvador Arrutina, ha especificado que no tiene intención alguna de llevar a cabo esta acción a Perú. Además, un personaje de la Municipalidad de Arica mencionó que todo se trata de una campaña política, tomando a Chinchorro como un centro cultural el cual se libra de las “boberías” de candidatos.

"Es una campaña política no más. Para la municipalidad de hecho es mucho mejor tener un centro cultural ahí en esas casi 7 hectáreas. Lo otro son boberías de los candidatos, no es oficial porque ni si quiera se puede".

### Respuesta peruana
Mientras tanto, Perú indica que el terreno no se encuentra abandonado y su uso seguirá destinado a la construcción del Centro Cultural del Chinchorro y no para cuestiones militares. Esto ha traído cierta discrepancia dentro de la alcaldía de Tacna, ya que algunos políticos han expresado su opinión respecto al costo elevado que representaría el complejo y la falta de interés que conlleva al mal recibimiento por parte de la población chilena.
En la actualidad, el Gobierno peruano decidió pasar el trabajo de construcción al ministerio de cultura, ya que anteriormente estuvo en manos del gobierno regional de Tacna.